# Bartholomäus Wappmannsberger
Bartholomäus Wappmannsberger (* 15. Dezember 1894 in Prien am Chiemsee; † 2. Februar 1984 ebenda) war ein deutscher Maler. Er malte Landschaftsbilder, Porträts, Deckenfresken, Altarbilder und Wandbilder in und über den Chiemgau hinaus, so beispielsweise Fresken im Bayerischen Nationalmuseum, (inzwischen zerstörte) Wandbilder am Viktualienmarkt oder den Hintergrund für die (Stand 1995) größte Krippendarstellung der Welt in Maria Einsiedeln (Schweiz). Seine Werke werden und wurden häufig in Ausstellungen beispielsweise im Priener Alten Rathaus oder im Bayerischen Nationalmuseum gezeigt.

## Leben
Bartholomäus Wappmannsberger wurde 1894 im Handwerkerviertel „am Gries“ in Prien am Chiemsee geboren. Er hatte vier ältere und sieben jüngere Geschwister.
Zunächst wurde er von 1909 bis 1914 zum Maler und Vergolder ausgebildet, besuchte verschiedene Kurse an Gewerbeschulen. Hiasl Maier war in der Malerausbildung sein Mitschüler. 1913/14, an der Münchner Gewerbeschule, lernte er unter Prof. Wahler Freskenmalerei und dekorative Kunst, Prof. Josef Andreas Sailer lernte ihm Portraitmalerei. Er arbeitete dann zwei Jahre (1914–1916) als Kirchenmaler und studierte von 1919 bis 1921 in München an Heinrich Knirrs Privatschule und auch wieder an der Münchner Kunstgewerbeschule. Von 1921 bis 1924 studierte er vier Jahre, wohl nur im Winter, an der Münchner Akademie bei Karl von Marr und Martin von Feuerstein. Seine übliche Studienreise absolvierte er in Rom, Neapel und Florenz.
Ab 1910 arbeitete er zunächst in Aquarell- oder Pastelltechnik und Anfang der 1920er Jahre mit Ölfarben, teilweise mit extremen Hell-Dunkel-Kontrasten. Ab dieser Zeit widmete er sich der sogenannten Lüftlmalerei, beispielsweise 1925 an seinem Elternhaus oder 1935 am Münchner Viktualienmarkt. Ab 1926 arbeitete er auch in einem Atelier in München. Mit Wilhelm Döderlein und Otto Zehentbauer arbeitete er ab 1930 die seinerzeit neuartige Krippentradition aus: sehr realistische, extrem tiefe und breite, begehbare Hintergründe. Zuerst orientalisch und dann auch einheimisch.
Von 1940 malte er für mehrere Jahrzehnte hunderte Krippenhintergründe in süddeutschen Kirchen und Klöstern und auch für Privatpersonen, sowie viele Heiligendarstellungen, Kreuzwegtafeln in nazarenischer Formensprache und dutzende Deckenfresken, Wandbilder, Altarbilder und Kulissen für Heilige Gräber in oberbayerischen Kirchen. Die bei den Heiligendarstellungen angewandte Technik nannte er „rötel, koloriert“. In dieser Zeit wohnte er in Schwabing, ab 1944 wieder in Prien, auch wieder in einem Atelier.
Ab den 50er Jahren bis Mitte der 60er malte er kleinformatige Landschaftsbilder („Naturstudien“) „mit schnellem Strich“. 1953/54 entstand in Maria Einsiedeln im Bethlehem-Diorama, die größte Krippendarstellung der Welt (Stand 1995) mit 500 Figuren des südtiroler Bildhauers Ferdinand Pöttmesser auf einem über 30 Meter langen Halbrund, wozu Wappmannsberger den Hintergrund erschuf.
Hans Wappmannsberger (⚭ Helga Wappmannsberger) und Heribert Wappmannsberger sind bzw. waren zwei seiner soweit namentlich bekannten Söhne, der Maler Heribert Bartholomäus Wappmannsberger (* 17. Februar 1949 in Prien; † 26. Dezember 2010 in Breitbrunn; ⚭ Ilse Wappmannsberger) sein Enkel.

## Werke

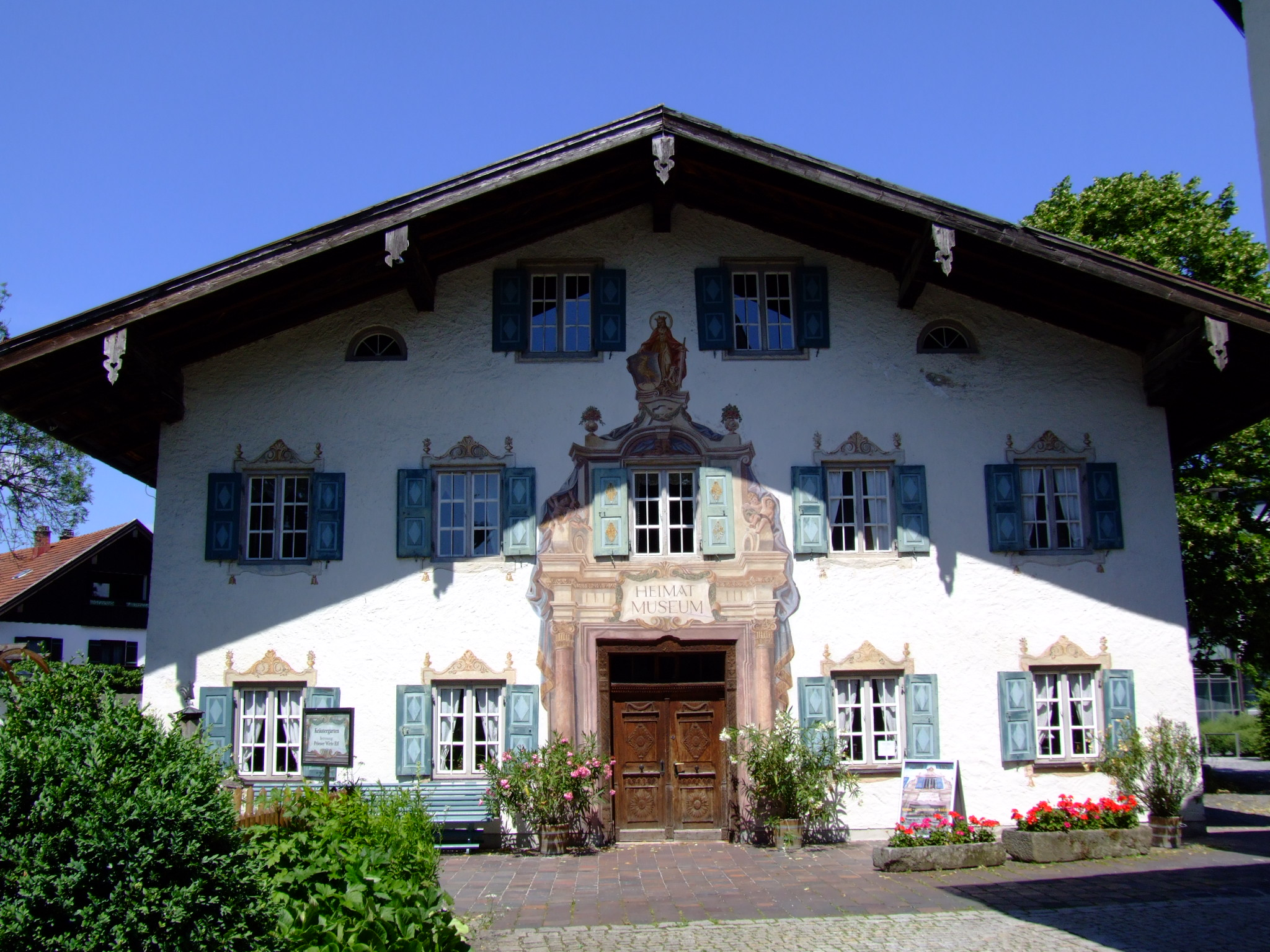
Lüftlmalerei am Heimatmuseum Prien

- Krönung Mariens (Fresko im Giebelfeld seines Elternhauses, 1925)[4]
- Marktszenen am Viktualienmarkt (1935, inzwischen zerstört)[4]
- Porträts von Dr. Wilhelm Doderlein (1923 und 1959)[4]
- Gruppenbild der Konditorenfamilie Reiter (1927)
- „Der alte Stiederinger“ (Chiemseebauer-Porträt, 1927)[4]
- Bildnispaar von Ludwig und Therese Krumrey (1946)[4]
- Wandgemälde des heiligen Wolfgang von Regensburg in der Rosenheimer Straße in München. (1956)
- Lüftlmalerei am Heimatmuseum in Prien (1964)[9]
- „Der 100jährige Hochzeiter“ (1972)[4]
- Selbstbildnis (1974) auf dem Katalogtitel der Weltkunst[4]
- Krippenhintergrund für die Schmiederer-Sammlung des Bayerischen Nationalmuseums[9]
- Deckengemälde (heilige Dreifaltigkeit und Tod des heiligen Franz Xaver) im Chor der Kuratiekirche St. Bartholomäus in Hittenkirchen, Bernau[14]

## Ausstellungen
- Wappmannsbergers Gesamtwerk auf drei Stockwerken des Alten Rathauses in Prien. (Dezember 1994)[4]
- Krippenschau im weißen Gewölbe des Bayerischen Nationalmuseums (Dezember 1945)[4]
- „endgültige Krippenaufstellung im [Bayerischen] Nationalmuseum“ mit „36 Lufthorizonte[n] samt Landschaften und Kulissen“ (1959)[4]
- „Querschnitt durch sein Gesamtschaffen“ im Heimatmuseum Prien (November 2016 – Januar 2017)[15]

## Auszeichnungen
- Goldene Ehrenmünze der Gemeinde Prien (1983)[9]